# Хамракулов, Ибрагим
Ибрагим Шахобович Хамракулов (исп. Ibragim Khamrakulov; род. 28 июля 1982, Самаркандская область) — узбекистанский и испанский шахматист, гроссмейстер (2006).
В 1998 году, представляя Узбекистан, выиграл чемпионат Азии среди юниоров и чемпионат мира в возрастной категории до 16 лет. В 2007 году стал бронзовым призёром чемпионата Испании, победив в матче за третье место Пабло Сан-Сагундо Каррильо. В 2008 и 2011 годах побеждал в чемпионате Испании по быстрым шахматам. В составе сборной Испании участник 38-й шахматной олимпиады (2008) в Дрездене и 16-го командного чемпионата Европы (2007) в Ираклионе.

## Изменения рейтинга
| Графики недоступны из-за технических проблем. См. информацию на Фабрикаторе и на mediawiki.org. |